# Кокорін Антон Сергійович
Антон Сергійович Кокорін  (рос. Антон Сергеевич Кокорин, 5 квітня 1987, Ташкент, Узбецька РСР) — російський легкоатлет. Позбавлений олімпійської медалі через вживання допінгу.

## Виступи на Олімпіадах
| Олімпіада  | Дисципліна              | Місце | Примітки                 |
| ---------- | ----------------------- | ----- | ------------------------ |
| Пекін 2008 | естафета 4 x 400 метрів | 3     | позбавлений через допінг |

Всеросійська федерація легкої атлетики повідомила, що станом на лютий 2017 з 19 російських спортсменів, позбавлених нагород через застосування допінгу, Антон Кокорін виявився єдиним, хто повернув нагороду.